# Верхний Еруслан (Краснокутский район)
Ве́рхний Ерусла́н — село в Краснокутском районе Саратовской области, в составе муниципального образования город Красный Кут.

## Физико-географическая характеристика
Село расположено в Низком Заволжье, в пределах Сыртовой равнины, относящейся к Восточно-Европейской равнине, на левом берегу реки Еруслан, юго-восточнее города Красный Кут, на высоте около 45 метров над уровнем моря. Почвы каштановые солонцеватые и солончаковые.
По автомобильным дорогам расстояние до районного центра города Красный Кут — 4,3 км (до центра города), до областного центра города Саратов — 120 км.
В селе имеется детский сад, дом культуры, фельдшерско-акушерский пункт, сельская администрация и почта.
Ранее в селе существовал колхоз «40 лет октября».

## История
Основано в 1860 году как немецкая колония Лангенфельд
Колония была основана в составе Ерусланского колонистского округа Новоузенского уезда Самарской губернии (в 1871 году округ был преобразован в Ерусланскую волость, в 1872 году в связи с её разукрупнением — село включено в Нижне-Ерусланскую волость, в 1911 году стало волостным селом Лангенфельдской волости, в 1915 году переименованной в Крестовскую волость). Основатели из правобережных колоний Мюльберг, Диттель, Гуссенбах, Гукк, Норка, Франк. Колонисты-лютеране относились к приходу Экгейм, имелся лютеранский молитвенный дом. Часть жителей составляли баптисты. В 1903 году открыта земская школа.
В 1919 году село стало центром Лангенфельдского района Ровненского уезда (уезд упразднён в 1922 году) Трудовой коммуны немцев Поволжья. С 1922 году в составе Лангенфельдского кантона, в том же году передано в состав Краснокутского кантона. После образования АССР Немцев Поволжья село относилось к Краснокутскому кантону АССР немцев Поволжья. В голод в Поволжье в селе родились 54, умерли 75 человек. В 1926 году в селе имелись сельсоветы, сельскохозяйственное кооперативное товарищество, начальная школа, изба-читальня.
28 августа 1941 года был издан Указ Президиума ВС СССР о переселении немцев, проживающих в районах Поволжья. Немецкое население было депортировано. После ликвидации АССР немцев Поволжья село Лангенфельд, как и другие населённые пункты Краснокутского кантона было передано Саратовской области.

## Население
| 1860 | 1872 | 1889 | 1897 | 1905  | 1910  | 1920 |
| ---- | ---- | ---- | ---- | ----- | ----- | ---- |
| 240  | ↗636 | ↗730 | ↗812 | ↗1270 | ↗1360 | ↘894 |
| 1922 | 1926 | 1931 | 2002 | 2010  |       |      |
| ↘666 | ↗842 | ↗874 | ↘802 | ↗831  |       |      |

Национальный состав
Согласно результатам переписи 2002 года русские составляли 71 % населения села. В 1931 году немцы составляли 100 % населения села.